# Kiran Shah
Kiran Shah,  född 28 september 1956 i Nairobi, Kenya, är en kenyansk stuntman och skådespelare. Han har bland haft stuntroller för Elijah Wood i filmerna om ringen. Han är bara 126 cm lång.

## Filmografi

### Filmroller
- 1977 – Flykten från djävulslandet - Bolum
- 1981 – Jakten på den försvunna skatten - Abu
- 1983 – Jedins återkomst - Ewok
- 1984 – Greystoke: Legenden om Tarzan, apornas konung - primatsekvenser
- 1985 – Legenden - mörkrets härskare - Blunder
- 1986 – Gothic - monstret Fuseli
- 1988 – Baron Münchausens äventyr - bödelns assistent
- 1990 – Dr. Jekyll & Mr. Hyde - Saras son
- 1990 – Bullseye! - liten chef på auktionen
- 1994 – Black Beauty - man med tamburin
- 1999 – Alice i Underlandet - den vita kaninen
- 2005 – Berättelsen om Narnia: Häxan och lejonet - Ginarrbrik
- 2015 – Star Wars: The Force Awakens - Teedo

### Roller i TV-serier
- 1995 – Space Precinct (TV-serie) - Estes Fredo, 3 avsnitt

### Stunts
- 1977 – Jakten efter guldskatten
- 1978 – Superman - The Movie
- 1981 – Operation Outland
- 1981 – Mupparnas nya äventyr
- 1981 – Drakdödaren
- 1982 – Dark Crystal - Den mörka kristallen
- 1983 – Jedins återkomst
- 1983 – Krull
- 1984 – Indiana Jones och de fördömdas tempel
- 1986 – Aliens - Återkomsten - stunts för Carrie Henn
- 1988 – Baron Münchausens äventyr
- 1995 – Braveheart
- 1996 – Mary Reilly
- 1997 – Downtime
- 1997 – Titanic
- 1997 – Spiceworld
- 1998 – Merlin
- 1998 – Madeline
- 1998 – Elizabeth
- 1999 – Världen räcker inte till
- 2001 – Harry Potter och de vises sten
- 2001 – Sagan om ringen - stunts för Elijah Wood

### Ersättare/stand in
- 1982 – Dark Crystal - Den mörka kristallen - Jen (kropp)/Kira (kropp)/Aughra (kropp)
- 1996 – Jakten på njurstenen
- 2001 – Sagan om ringen - Bilbo och Frodo
- 2002 – Sagan om de två tornen
- 2003 – Sagan om konungens återkomst